# Киричек, Анна Петровна
Анна Петровна Киричек (1909 — ?) — звеньевая свиноводческого совхоза «Вторая пятилетка» Министерства совхозов СССР, Ленинградский район Краснодарского края. Герой Социалистического Труда (11.05.1949).

## Биография
Родилась в 1909 года в станице Александровской ныне Каневского района Краснодарского края. Русская.
До коллективизации сельского хозяйства трудилась в частном хозяйстве. С образованием совхоза «Вторая пятилетка» переехала в Ленинградский район и продолжила работать в нём в полеводческой бригаде по выращиванию зерновых.
После окончания Великой Отечественной войны она возглавила звено, которое по итогам работы в 1948 году получило урожай пшеницы 36,5 центнера с гектара на площади 45,3 гектара.
Указом Президиума Верховного Совета СССР от 11 мая 1949 года за получение высоких урожаев пшеницы в 1948 году Киричек Анне Петровне присвоено звание Героя Социалистического Труда с вручением ордена Ленина и золотой медали «Серп и Молот».
В последующие годы полеводческое звено А.П.Киричек продолжало получать высокие урожаи зерновых.
Дата смерти неизвестна.

## Награды
- Медаль «Серп и Молот» (11.05.1949);
- Орден Ленина (11.05.1949).

- медалями ВСХВ и ВДНХ
- Нагрудный знак «Лучший садовод и виноградарь»
- и другими
- Отмечена грамотами и дипломами.

## Память

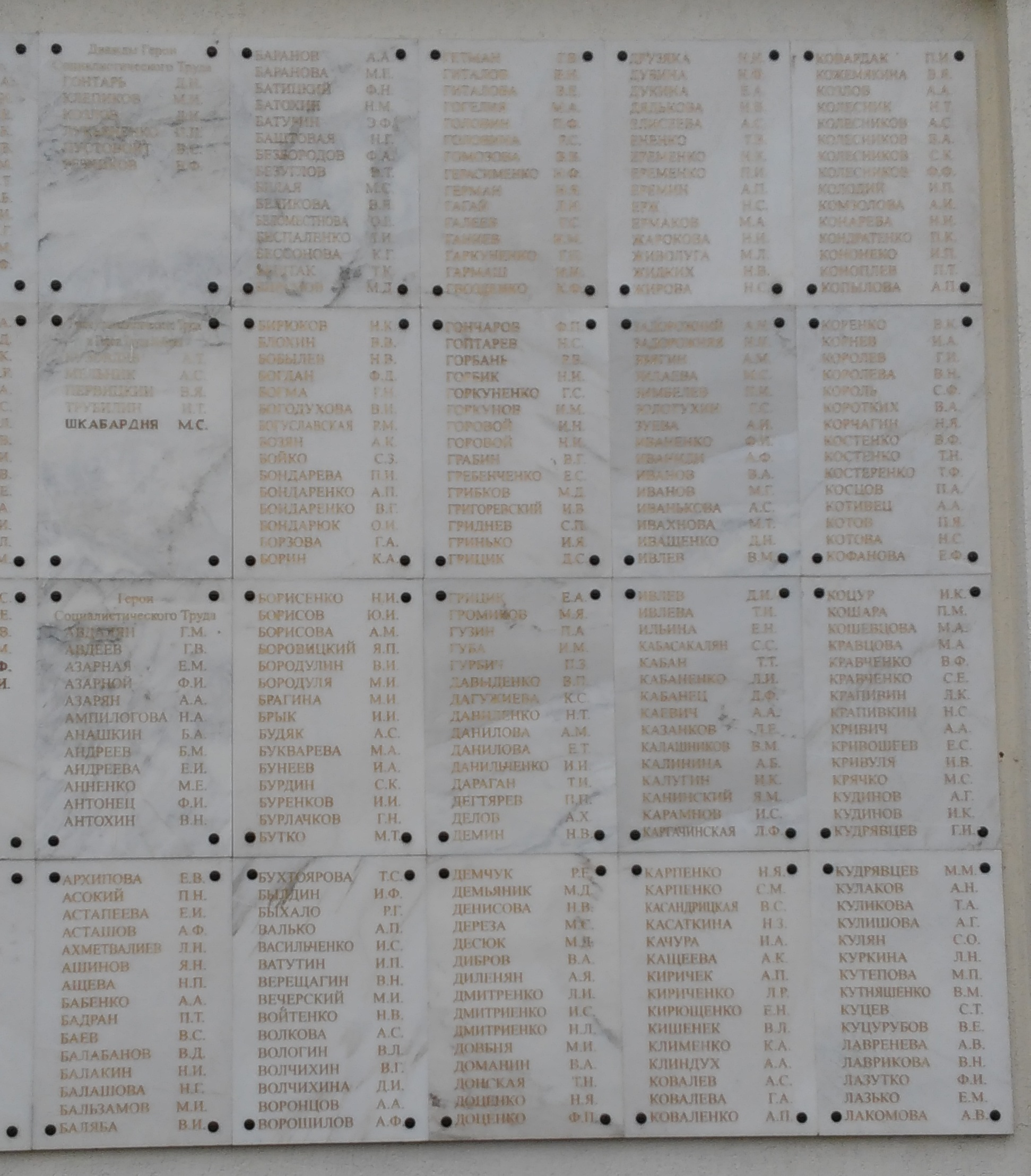
Мемориальная доска с именами Героев Социалистического Труда Кубани и Адыгеи. Краснодар 2017

- На могиле установлен надгробный памятник.
- Имя Героя золотыми буквами вписано на мемориальной доске в Краснодаре.